# Hotel Nikko Guam
Hotel Nikko Guam er et 5-stjernet hotel i Tumon, Guam.Hotellet drives af den japanske hotelkæde Hotel Nikko. Hotellet ligger i den nordlige ende af Tumon-bugten ud for Gun-stranden.